# Лубні
Лу́бні (рос. Лубни) — присілок у складі Слободського району Кіровської області, Росія. Входить до складу Шиховського сільського поселення.
Населення становить 38 осіб (2010, 30 у 2002).
Національний склад станом на 2002 рік — росіяни 97 %.